# Weimarer Dreieck 2001

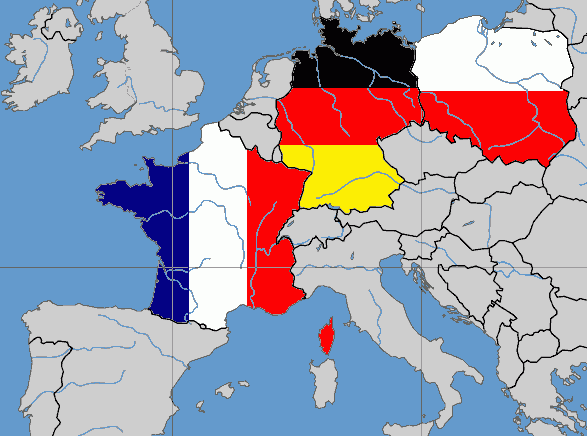
Die Mitgliedsländer des Weimarer Dreiecks

Das 4. Treffen des Weimarer Dreiecks fand am 27. Februar 2001 im Hambacher Schloss in Neustadt an der Weinstrasse, Deutschland, statt.

## Teilnehmer
Anwesend waren der französische Staatspräsident Jacques Chirac, der polnische Präsident Aleksander Kwaśniewski und der deutsche Bundeskanzler Gerhard Schröder.

## Themen
Die Bedeutung einer stärkeren Zusammenarbeit der drei Länder war zentrales Thema der Gespräche. Die Teilnehmer betonten im Laufe der Zusammenkunft erneut den hohen Stellenwert der trilateralen Treffen. Bundeskanzler Gerhard Schröder erklärte: „Polen, Frankreich und Deutschland stellen den harten Kern dieses im Aufbau befindlichen Europas dar.“